# Kelly Curtis (skeletonracer)
Kelly Curtis (Princeton, 25 januari 1989) is een Amerikaans skeletonster en bobsleeër. Haar vader John Curtis was actief in het American Football en speelde in de NFL.

## Carrière
Curtis deed in haar jeugd aan atletiek en worstelen. Curtis kwam in 2014 en 2015 als remster uit in het bobsleeën maar niet in de wereldbeker. Ze schakelde 2016 over naar skeleton waar ze meer succes kende. Ze maakte haar debuut in het seizoen 2020/21 waar ze deelnam in een wereldbekerwedstrijd en eindigde als 36e in de einduitslag. Het volgende seizoen nam ze deel aan alle wereldbekerwedstrijden en eindigde ze als 14e net na landgenote Katie Uhlaender maar voor landgenote Megan Henry waardoor ze zich kwalificeerde voor de Olympische Winterspelen.
In 2022 nam ze deel aan de Olympische Winterspelen namens de Verenigde Staten waar ze 21e werd.
Curtis studeerde sociologie aan de Tulane University van 2008 tot 2010, van 2010 tot 2012 studeerde ze aan Springfield College waar ze een bachelor in sportmanagement haalde. De volgende twee jaar studeerde ze aan St. Lawrence University waar ze een Master of Education haalde. Gedurende haar tijd in St. Lawrence was ze ook assistent-coach van het atletiekteam. In 2020 ging ze werken voor de United States Air Force als Airman.

## Resultaten

### Olympische Spelen
| Jaar | Plaats | Resultaat |
| ---- | ------ | --------- |
| 2022 | Peking | 21e       |

### Wereldkampioenschappen
| Jaar | Plaats       | Resultaat                            |
| ---- | ------------ | ------------------------------------ |
| 2023 | Sankt Moritz | 20e Individueel 12e Landencompetitie |

### Wereldbeker
Eindklasseringen
| Seizoen   | Rang |
| --------- | ---- |
| 2020/2021 | 36e  |
| 2021/2022 | 14e  |
| 2022/2023 | 06e  |
| 2024/2025 | 20e  |